# Stern Sándor
Stern Sándor (teljes nevén Stern Sándor Martin, oroszul: Шандор Стерн, észtül Sándor Stern; Budapest, 1924. január 15. – 2017. június 24.) magyar apától, észt anyától származó, Észtországban élt grafikus, bélyegtervező művész.

## Élete
Édesanyja a balti német és észt szülőktől származó Alma Allimann, édesapja a magyar ügyvéd, Stern József voltak. A szülők az első világháborúban ismerkedtek össze, mikor Allimann orosz hadifogolytáborokban dolgozott fordítóként, Stern pedig a monarchia katonájaként orosz fogságban volt. A sors elsodorta őket egymás mellől, Stern József Szibériába került, Allimann pedig szülővárosába haza, Kuressaaréba, ahol a háború után ismét találkoztak, és ott is házasodtak össze, majd Magyarországra települtek, ahol Budapesten Stern József ügyvédi irodát nyitott. Itt született 1921-ben az Észtországban szintén igen ismert Stern Károly zoológus, a Tallinni Állatkert egykori igazgatója, és 1924-ben öccse Stern Sándor. Apjuk az 1930-as években elhunyt, ekkor úgy döntöttek, hogy visszaköltöznek Észtországba a nagyszülőkhöz – Stern Sándor ekkor 11 éves volt.
A testvérpár állatok iránti rajongása még a Fővárosi Állat- és Növénykertben kezdődött, hová a szüleik vitték a fiúkat. Stern itt látott művészeti iskolák tanulóit, akik csak ültek a kifutók előtt, és lerajzolták az állatokat. Ettől kezdve ő is hasonlóan tett: kijárt az állatkertbe, és lerajzolta amit látott. 1940-ben már Észtországban éltek, mikor a Szovjetunió megszállta a balti államokat, nem sokkal később a második világháború frontja elérte őket is. Sándor 1943-ban érettségizett, majd a két testvér a front két oldalára került, Sándor az észt légió katonájaként a németek mellett, Károly a Vörös Hadsereg katonájaként harcolt a háborúban.
A háború után 1949-ben a Tallinni Zeneiskolában (Tallinna Muusikakool) tanult, itt ismerte meg későbbi feleségét, Edát is. Közben újra érettségiznie kellett, mert a régi rendszerben letett vizsgáját nem ismerték el. 1956 és 1961 között tanult az Észt Művészeti Intézetben (Eesti Riiklik Kunstiinstituut) ahol grafikusként végzett. Ebben az időszakban, 1949-től már a Tallinni Állatkert önkéntese volt, elsősorban rajzolta az állatokat, de segített a gondozásukban is. Testvére, Károly – aki autodidakta módon fejlesztette zoológiai tudását – 1961-ben nyerte el az állatkert igazgatói pozícióját, és hamar elismert szakemberré vált: Észtországban máig a tallinni intézmény felvirágoztatójaként tartják számon. Sándor a pedagógusképzésben vett részt tanárként, majd 1970-től az Eesti Raamat könyvkiadó illusztrátora és művészeti szerkesztője lett. Az állatkert önkénteseként és kiadói munkatársként számos állatokkal foglalkozó könyv ihletője és illusztrátora volt – mese- és képeskönyvek, tankönyvek egyaránt megjelentek a közreműködésével.  Stern Sándor az állatkert mellett működő művészkör vezetője is volt, ő tervezte az Európai Állatkertek és Akváriumok Szövetsége és a Tallinni Állatkert logóját, valamint számos, állatokat ábrázoló észt bélyeget, melyek révén világszerte ismertté vált a filatelisták körében. Kreativitása széles körben megmutatkozott, az 1950-es, '60-as évek fordulóján két népszerű szovjet-észt vígjáték társ-forgatókönyvírója is volt: Vallatud kurvid és Ohtlikud kurvid.
Bár saját magát inkább észtnek, mint magyarnak tartotta, nemcsak magyarul nem felejtett el, hanem számos Észtországba érkező magyar küldöttségnek biztos segítője, tolmácsa, vendéglátója volt életében.